# ベーラヤ
ベーヤラ（ロシア語：Белая）とは、ロシアのクルスク州にある村。
ベロフスキー地区にあり、郵便番号307910、車両コードは46。
1664年、この地に最初の入植者が発生した。2022年の人口は14,576人である。